# Паг (град)
Вижте пояснителната страница за други значения на Паг.
Паг (на хърватски: Pag) е град в Хърватия, Задарска жупания. Разположен е на едноименния остров Паг в Далмация.

## Общи сведения
Паг се намира на западното крайбрежие на острова и е най-големият населен пункт на него. Свързан е с автомобилен път с другия островен град Новаля, а чрез мост – и с континента. Широко известна е пагската дантела

## История
През 1244 г. унгарският крал Бела IV дава на Паг статус на свободен кралски град, което допринася за просперитета му. След бунта против Задар, Паг получава частична автономия, а от 1376 г. Лайош I Велики подписва и пълната му независимост. По време на битките срещу Задар през 1384 г. Паг пострадва от разрушенията и жителите му напускат тогавашното място на града и се преместват на сегашното.
През XV в. заради растящата заплаха от турците жителите на град Паг решават да построяват ново селище на няколко километра от старото. Строежът започва на 18 май 1443 г. като плановете и чертежите са изготвени във Венеция според всички тогавашни принципи на архитектурата и урбанизма характерни за епохата. В изработването на чертежите участва и известният архитект и скулптор Юрай Далматинец.
До 1797 г. островът принадлежи на Венеция, а след това Наполеонова Франция и Австрия се борят за контрол над него и победител в този конфликт се оказва Австрия – от 1815 г. островът преминава в нейно владение.
През 1918—1921 г. Паг е окупиран от Италия, а след Първата световна война е включен в състава от Кралството на сърби, хървати и словенци.
От разпада на Югославия през 1991 г. до днес Паг е част от независима Хърватия.

## Население
Населението наброява 2849 души (2011) в самия град и 3846 души в общината.

## Забележителности
- Княжеският дворец и незавършеният епископски дворец изградени по строежите на Юрай Далматинец;
- Църквата Св. Юрай;
- Бенедиктинската църква Св. Маргарита;
- Галерия на пажката дантела;
- Музей на дантелата в църквата Св. Маргарити.